# 米勒耳
米勒耳（Harry Willis Miller，1879年7月1日—1977年1月1日)是一位美国医生、基督复临安息日会传教士。米勒耳是一位素食主義者，也是开发豆奶的先驱。

## 生平

### 早年，1879-1902
1879年7月1日，米勒耳出生于美国俄亥俄州拉德洛福尔斯（Ludlow Falls），在农场长大。他是家中的长子，父亲是一位老师。12岁时，父母加入基督复临安息日会。两年后，米勒耳也受洗加入安息日会。1898年毕业于安息日会开办的弗农山中学，1902年6月毕业于密歇根州巴特尔克里克（Battle Creek）的美国医学传教学院（American Medical Missionary College，与巴特尔克里克疗养院有关），获医学士学位。 7月1日，米勒耳与同学米莫娣（Maude Thompson Miller，-1905）结婚。1903年，他们在该校的芝加哥分校工作。

### 第一次来华，河南，1903-1907
1902年底，米勒耳和妻子米莫娣在芝加哥申请前往中国传教。他们的两位同学，施列民（Arthur C Selmon）和施淑德（Bertha Loveland Selmon）夫妇，以及两位护士，艾瑞克（Carrie Erickson）和辛普生（Charlotte Simpson）也加入进来。他们自费出发，1903年10月3日，他们登上印度皇后号启航，抵达上海后，立即前往内地。这一年，基督复临安息日会在中国共有12名传教士。他们的第一个工作地点是河南新蔡。他们穿上中国服饰，米勒耳剃发留辫，学习语言。一年后，他们分开，米勒耳前往上蔡，1905年，他们开办报馆。1905年3月4日，米莫娣在上蔡病故。米勒耳独自埋葬了妻子。直到两年后，才有和禄门夫妇（Arthur and Eva Allum）前来加入。他除了开办诊所，还开设时兆报馆 。
1907年，由于健康不佳，他回到美国。1908年，他在缅因州的波特兰，与护士米瑪麗（Marie Iverson Miller，-1950）结婚。

### 第二次来华，上海和河南，1908-1911
1908年，一年休假结束，米勒耳回到中国，驻上海。他将时兆报馆从河南迁往上海，又出任基督复临安息日会在中国的监督（1908-1909）。在上海，他结识了宋靄齡、宋慶齡、宋美齡三姊妹的父亲宋查理，租用他的房屋开设报馆。1911年，他回到河南，在周家口开办道医官话学堂（China Training Institute）。

### 华盛顿，1912-1925
这时，他染上重病，回到美国，前往圣赫勒拿疗养院（St. Helena Sanitarium）治疗。米勒耳的健康状况得到了很大改善，1912年在母校弗农山中学教授圣经，1913年担任华盛顿疗养院的医务秘书兼医务总监（1913-1925年）。他进入约翰·霍普金斯大学，发展了他在甲状腺切除术方面的技能。据估计，米勒耳一生进行了6,000次甲状腺手术。

### 第三次来华，上海和武汉，1925-1939
1925年，米勒耳受到差遣，在此前往中国，与蓝德胜在上海筹建医院。1927年，二人在沪西越界筑路地区的罗别根路（今长宁区哈密路1714号）兴建一座环境幽雅、设备先进的医院上海卫生疗养院，包括一座六层大楼。1928年初正式开业。米勒耳任院长。这是在美国以外的第一座向公众开放的安息日会医院。1931年，基督复临安息日会中华总会成立，米勒耳任会长。驻上海宁国路。此后十年中，米勒耳利用得到的捐款，在武汉、沈阳、兰州、重庆、张家口、广州和桥头镇也建立了医院，直到中日战争爆发，打断了这一进程。
米勒耳研究了豆奶的生产，1936年在《中国医学杂志》上发表了一篇关于大豆婴儿配方奶粉的文章。1936年，米勒耳在上海开始首次生产豆奶。
1935年，米勒耳在湖北武昌东湖创办武汉卫生疗养院，附设护士学校、三育小学，占地600亩，耗资25万元，其中10万元为张学良捐助。1938年10月日军占领武汉，米勒耳在武汉卫生疗养院设立难民区，庇护了2万难民半年之久，不许日军进入骚扰。直到1939年4月，米勒耳才回到美国。

### 在美国引进大豆食品，1939-1948
他曾是弗农山医院的医学主任，并建立了国际营养实验室来生产大豆产品。

### 上海，1948-1950
1948年，虽然中国发生内战，米勒耳回到上海，参与世界最大的豆奶厂开工典礼。1950年，米勒耳被迫回到美国。

### 美国，1950-1954
1950年第二任妻子在美国去世。1951年，他将自己的工厂、土地和豆奶制品卖给了罗马琳达食品公司（Loma Linda Foods）。罗马琳达食品公司由基督复临安息日会所有。 然而，米勒耳继续在罗马琳达食品工厂进行研究，直到去世。1954年7月13日，米勒耳与Mary Elizabeth Greer在辛辛那提结婚。

### 台湾，1954-1956
婚后，米勒耳立刻前往台湾，创办台安医院，1955年3月28日开业，宋美龄出席开业仪式。。他留在台湾直到1956年。  1956年，總統蒋介石授予他卿云勋章。

### 香港，1959-1972
1959年，年已八十的米勒耳又受邀前往香港，帮助建立医院。在米勒耳帮助下，在香港岛司徒拔道和新界荃灣荃景围建立了香港港安醫院－司徒拔道和香港港安醫院－荃灣。 米勒耳在整个远东一共创办了19个医院：东京疗养院（1928）、马尼拉疗养院（1929）、宿务米勒耳纪念医院等。在香港，米勒耳服务于西贡区清水灣道香港三育書院，直到1972年5月31日退休（92岁）。在退休前夕，他还前往印度浦那，建立了一个豆奶工厂。
米勒耳的传记在1961年出版。

### 去世
1973年8月，米勒耳夫妇定居在美国加州里弗赛德。1977年1月1日，米勒耳在那里去世。享年97岁。

## 素食主义
米勒耳说他为了健康和长寿而成为素食主义者。 他率先推广豆奶作为令人满意的动物奶替代品，在没有牛奶的地区为穷人提供食物。 他对素肉和蛋白质进行了研究，并把豆制品带到美国。

## 著作
- The Way to Health (1920)
- Tuberculosis: A Curable Disease (1954)

## 延伸阅读
- Raymond S. Moore. (1961). China Doctor: The Life Story of Harry Willis Miller. Harper & Bros.
- Robert Peterson. (1961). Interview with Harry Willis Miller （页面存档备份，存于）. Pascagoula Chronicle-Star and Moss Point Advertiser.